# Phygadeuon rhenanus
Phygadeuon rhenanus är en stekelart som beskrevs av Heinrich Habermehl 1919.
Phygadeuon rhenanus ingår i släktet Phygadeuon och familjen brokparasitsteklar. Inga underarter finns listade i Catalogue of Life.